# Lymantria rosea
Lymantria rosea este o specie de molii din genul Lymantria, familia Lymantriidae, descrisă de Butler 1879 Conform Catalogue of Life specia Lymantria rosea nu are subspecii cunoscute.